# Giuseppe Prina
Il conte Giuseppe Prina (Novara, 19 luglio 1766 – Milano, 20 aprile 1814) è stato un politico italiano.
In epoca napoleonica Prina ricoprì dal 1802 l'incarico di Ministro delle finanze della Repubblica Italiana prima e del Regno d'Italia successivamente. Detestato per tale ruolo, alla caduta del Regno e del periodo napoleonico, finì tragicamente linciato a Milano dalla folla inferocita.

## Biografia

### Gioventù e prime esperienze politiche
Prina diede prova fin dalla giovinezza di un raro talento terminando gli studi di Giurisprudenza all'Università degli Studi di Pavia nel 1789. Era altresì stimato in campo economico.
Dopo avere esercitato la professione legale a Novara, già nel 1791 Prina era collaboratore dell'amministrazione sabauda del Regno di Sardegna, per la quale avrebbe ricoperto diversi ruoli negli anni seguenti.
Fu in questa veste che egli partecipò alle trattative che sfociarono nell'armistizio di Cherasco tra piemontesi e francesi. Nei primi anni dell'occupazione napoleonica egli rifiutò tuttavia - per fedeltà alla casa sabauda - di collaborare con i francesi foss'anche nell'ambito dell'amministrazione delle cosiddette "Repubbliche sorelle".

### Ministro delle Finanze del Regno napoleonico
Soltanto dopo la battaglia di Marengo, Prina s'interessò nuovamente alla vita pubblica, facendosi notare da Napoleone per un discorso di ringraziamento nei suoi confronti all'apertura dei comizi di Lione.
Stante la catastrofica situazione finanziaria del neonato Regno d'Italia, non si riusciva a trovare chi volesse ricoprire la carica di Ministro delle finanze. Tale ruolo fu dunque temporaneamente affidato, il 28 febbraio 1802, a un triumvirato, di cui Prina faceva parte insieme al nob. don Ambrogio Forni di Milano e ad Antonio Veneri. Qualche mese dopo però, su richiesta espressa di Napoleone, Prina assunse in prima persona e da solo l'incarico di Ministro delle Finanze. Mantenne poi la nomina anche quando la Repubblica Italiana fu trasformata in Regno d'Italia con a capo Bonaparte stesso e quale Viceré Eugenio di Beauharnais. Un ruolo ancor più decisivo avrebbe avuto durante l'intera storia del Regno Italico.
Brillante nella sua vita privata, il Prina si mostrò duro e inflessibile nello svolgimento del suo incarico. In particolare, mostrò una singolare abilità nel trovare nuove tasse con le quali fare fronte all'enorme domanda di denaro resa necessaria dall'esercizio del governo e, soprattutto, dalla conduzione delle guerre napoleoniche. Questo fece di lui l'uomo più odiato del Regno, in particolare in Lombardia, stanti le origini piemontesi del Ministro delle Finanze.
In ogni caso, Prina riuscì a risanare le finanze già con il bilancio definitivo del 1805, anche grazie a una riduzione del contributo all'esercito francese, ma, soprattutto, per la maggiore efficienza nella riscossione delle imposte. Un'ottima operazione si rivelò pure la liquidazione del debito pubblico grazie anche alla vendita dei beni nazionali, in primis quelli confiscati al clero.

### L'assassinio

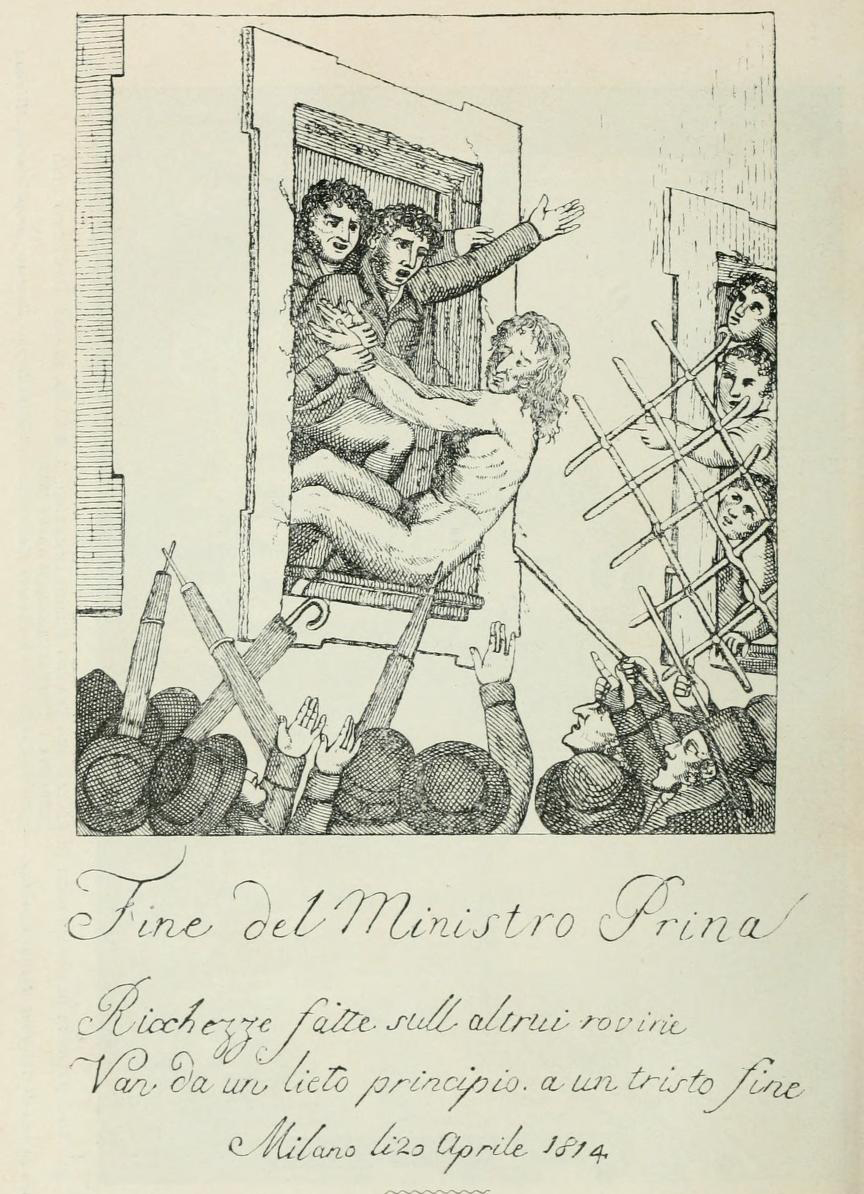
Vignetta satirica apparsa a Milano a seguito dell’uccisione del Ministro

Quando ormai, con le sconfitte napoleoniche, la sorte del Regno italico appariva segnata, i segnali dell'odio contro il Prina si fecero sempre più frequenti con cartelli che apparivano ovunque, in cui si minacciava: Prina! Prina! il giorno s'avvicina.
La notizia dell'abdicazione di Napoleone dell'11 aprile 1814 raggiunse Milano il 16 aprile e sollevò speranze di indipendenza. Il Senato era stato già convocato per il 17 aprile e i sostenitori di Francesco Melzi d'Eril proposero la votazione di una mozione che chiedeva la nomina di Eugenio di Beauharnais a re di un Regno d'Italia indipendente, in luogo dell'abdicante Napoleone. Ma i proponenti erano sostanzialmente minoritari a fronte di chi chiedeva un re italiano, o che il trono fosse dato a Gioacchino Murat o, infine, rispetto ai sostenitori del ritorno tout court all'Impero austriaco. Infatti, non superarono la resistenza della maggioranza degli ottimati che componevano il Senato, i quali accettarono solo di inviare delegati a Vienna affinché perorassero una generica richiesta di indipendenza.

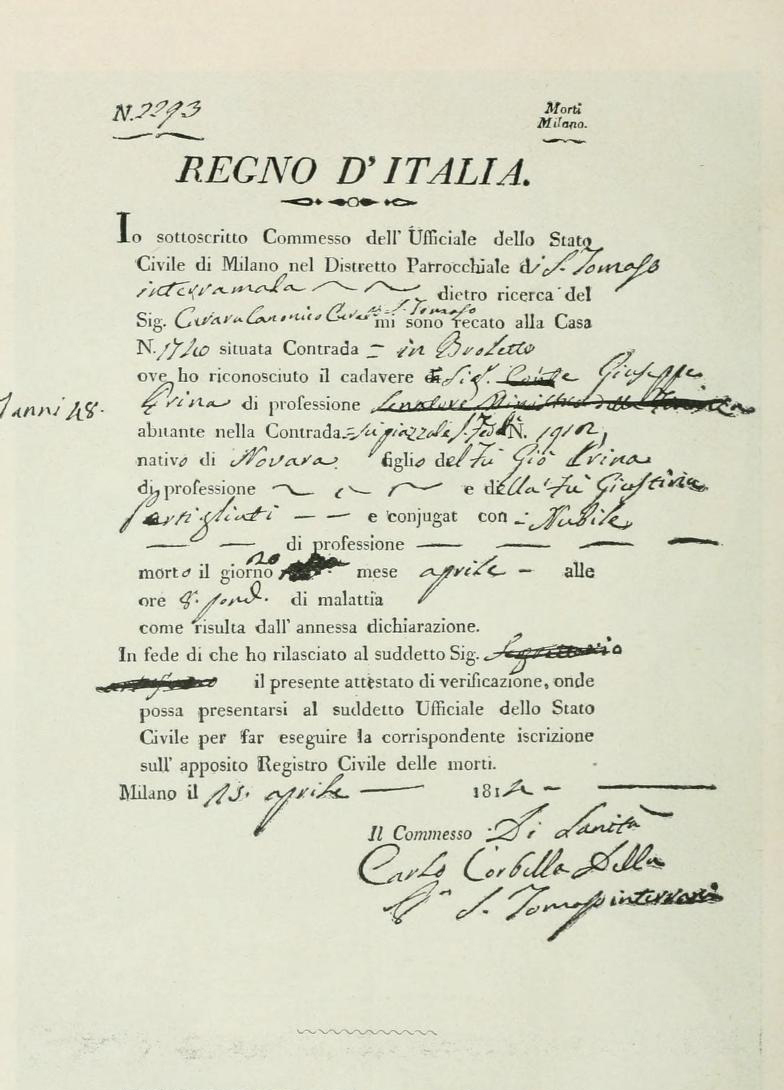
Il certificato di morte, redatto il 15 aprile

La seduta venne riconvocata il successivo 20 aprile e gli oppositori di Melzi d'Eril organizzarono una sommossa, ricordata come la Battaglia delle Ombrelle. Alla mattina, una folla furiosa entrò nel Senato, ne saccheggiò l'aula, e cercò ovunque l'odiato Prina. Non avendolo trovato, i rivoltosi si diressero verso la sua residenza, a Palazzo Sannazzari, davanti alla chiesa di San Fedele e di fianco a palazzo Marino, all'epoca sede del Ministero delle Finanze. Dopo avere saccheggiato il palazzo e dopo averlo scovato in un armadio, i rivoltosi denudarono il Prina e lo gettarono dalla finestra. Un commerciante di vini della Corsia del Giardino (l'attuale via Manzoni), tal Perelli, riuscì inizialmente ad offrirgli ospitalità; fu tuttavia lo stesso Giuseppe Prina a consegnarsi alla folla inferocita, per evitare che la casa del negoziante fosse distrutta a sua volta e che vi fossero altre vittime.
La folla iniziò a colpirlo con le punte degli ombrelli. Il linciaggio, tra la Corsia del Giardino e la zona antistante il Teatro alla Scala, durò ben quattro ore, sebbene si fosse in pieno giorno, tanto che alla fine il corpo era praticamente irriconoscibile. Nessuna autorità né civile né militare venne in soccorso. Secondo quanto riportato nel 1874 dallo storico Carlo Morbio il Prina spirò in via Broletto e il cadavere trascinato e abbandonato nella chiesa di San Tomaso in Terramara che tuttora sorge nella medesima via.
La salma dello sventurato trovò infine sepoltura all'interno del Cimitero della Mojazza, fuori Porta Comasina. La tradizione vuole che nei giorni successivi all'assassinio fossero apparsi all'ingresso del cimitero i seguenti versi: «PER L'OCCULTA PIETÀ DI UOMINI ONESTI / GIACCIONO QUI DEL PIÙ FEDEL MINISTRO  / I MASSACRATI MISERANDI RESTI».
Anche a distanza di anni gli storici non sono arrivati ad esprimere un giudizio univoco sugli avvenimenti di quella giornata. In particolare, alcuni accolgono l'affermazione di Carlo Botta, espressa nella sua Storia d'Italia dal 1789 al 1814 secondo cui a capo della folla che uccise il Prina ci fosse il conte Federico Confalonieri, lo stesso che non molti anni dopo sarebbe stato il compagno di Silvio Pellico nel processo e nella prigionia alla Fortezza dello Spielberg. Secondo la ricostruzione di Antonio Casati, il linciaggio sarebbe stato invece istigato e organizzato da emissari della polizia austriaca che avevano aizzato la plebe contro Prina.

## Conseguenze

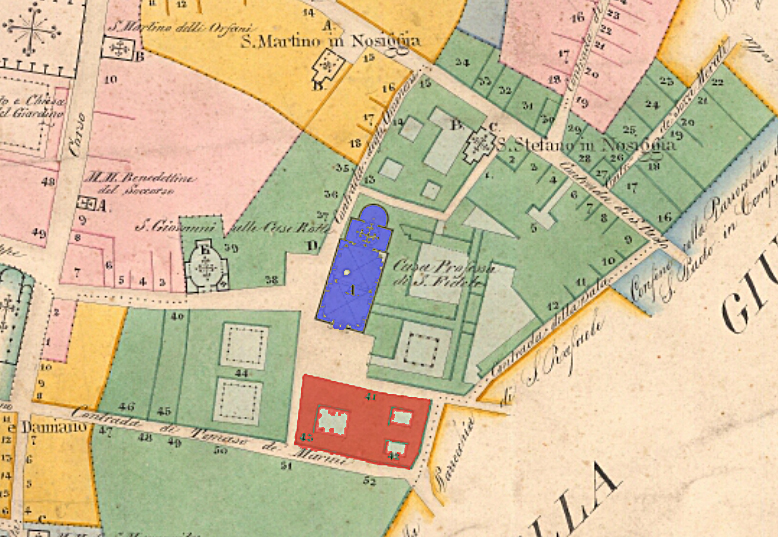
Piazza San Fedele nel 1751: in rosso Palazzo Sannazzari

Gli eventi del 20 aprile convinsero il Viceré De Beauharnais a rinunciare a ogni velleità sul trono. Il giorno 26 aprile abdicò con le parole "Non voglio regnare su un popolo di assassini", per poi raggiungere la corte dei suoceri, i Wittelsbach, a Monaco di Baviera. Il poco che era rimasto della residenza del Prina fu demolito ampliando così la già esistente piazza San Fedele.
La tragica vicenda dell'uccisione di Prina, divenuta proverbiale a Milano (l'ha faa la finn del Prina significa ancor oggi "ha fatto una ben misera fine"; si dice anche è mort el Prina per indicare un'affermazione ovvia, in quanto tutti sapevano che Prina era morto), fu oggetto di diverse opere letterarie. La più conosciuta è il Sogn ("Sogno", noto anche come Prineide), un poemetto in milanese composto da Tommaso Grossi, ma per qualche tempo ritenuto di Porta, che ne ebbe anche fastidi giudiziari con le autorità austriache. In esso il poeta si immaginava di incontrare lo spirito inquieto del Prina, che gli domandava, polemicamente, che cosa i milanesi avessero ricavato dalla sua uccisione. Quest'opera è stata considerata da Stendhal e da molti romantici il più bel componimento della poesia moderna. Si ricorda inoltre una pièce teatrale di Gerolamo Rovetta, intitolata Principio di secolo (prima rappresentazione il 17 ottobre 1896).
Alessandro Manzoni ne I promessi sposi si ispirò a questa vicenda per l'episodio dell'assalto della folla inferocita alla casa del vicario di provvisione.
Lo scarso amore dei milanesi per il Prina non si spiega solo con la sua durezza nell'imporre le tasse. Sembra che il suo tenore di vita desse adito a sospetti di corruzione, come appare da un sonetto di Carlo Porta, Quand vedessev on pubblegh funzionari, che si dice fosse rivolto proprio a Prina. Altre fonti sottolineano, però, che il saccheggio dell'abitazione del Ministro non permise di trovarvi nulla di particolarmente prezioso, il che dimostrerebbe l'onestà personale del Ministro.

## Onoranze e intitolazioni
Il Comune di Milano ha onorato il ministro Prina con un medaglione nel Famedio del Cimitero Monumentale e una via, traversa di corso Sempione. Il comune di Novara, in occasione del centenario della nascita, ha posto una lapide in ricordo del linciaggio del concittadino in Via del Carmine a Novara, ricordato dalla "famiglia nuaresa" in occasione del bicentenario della nascita.

## Araldica
| Stemma | Descrizione                                                    | Blasonatura |
| \| \|  | Giuseppe Prina Conte e senatore del Regno napoleonico d'Italia | Inquartato: al primo franco, di verde alla testa di leone strappata d'oro: al secondo d'azzurro al cappelletto alato di Mercurio d'argento: al terzo, d'azzurro al capriolo d'argento ab bassato sotto un gallo del medesimo crestato e bordato di rosso: al quarto, di verde con una carta spiegata d’argento sparsa di cifre arabiche di rosso. Ornamenti esteriori da conte del Regno napoleonico d'Italia. |
|        |                                                                | |